# Fahrettin Özata
Fahrettin Özata (ur. 5 lipca 1980) – turecki zapaśnik walczący w stylu wolnym. Zajął dwunaste miejsce na mistrzostwach Europy w 2002. Triumfator igrzysk śródziemnomorskich w 2001 i drugi w 2005. Brązowy medalista uniwersjady w 2005. Wygrał uniwersyteckie MŚ w 2002. Wicemistrz świata juniorów w 1998 i 1999. Mistrz Europy juniorów w 1998 roku.